# Divanî

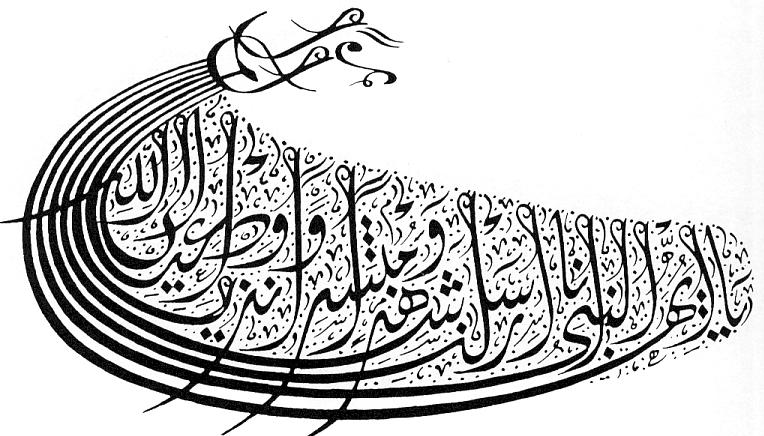
Le type reqāʿ dīvānīî

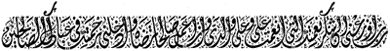
Le jalī dīvānī

Le divanî (arabe: ديواني, dīvānī) est un style calligraphique de l’alphabet arabe cursif, développé notamment dans l’Empire ottoman aux XVIe et XVIIe siècles. Il a atteint son apogée sous Soliman le Magnifique.
C'est le style d'écriture utilisé par le divan, l’administration ottomane, d'où son nom.

## Origine

Tughra de Soliman le Magnifique.

L'écriture dont se servent habituellement les Turcs pour les affaires et le barreau est l'écriture Dywany (ديواني), ou écriture folle.
Il a été appelé « divanî », c'est-à-dire « style du divan », parce qu'il était utilisé par le divan, et était un secret technique du palais. C'était l'écriture utilisée pour la rédaction des arrêts, édits et décrets royaux. Un texte écrit en diwanî, et orné de la tughra , un sceau calligraphié complexe, représentait l'autorité du sultan et de l'empire ottoman.
Les règles calligraphiques de cette écriture n'étaient pas divulguées, mais n'étaient connues que de ses seuls maîtres et de quelques élèves brillants.
Ce style est issu du perfectionnement des styles naskhi et thulthi.
Les tuğra sont directement issus du divanî.

## Style
Ce qu'il y a de plus remarquable dans cette écriture, c'est que toutes les lettres se lient entre elles sans aucune exception, et plus elle paraît embrouillée plus elle est élégante. La grâce de cette écriture consiste aussi en ce qu'on l'écrive en montant, sur-tout vers la fin des lignes, ce qui leur donne une courbure elliptique. On ne doit pas non plus y distinguer les points diacritiques, ce qui fait qu'il est fort difficile de la déchiffrer quand on n'en a pas l'habitude.
Le Dal د doit avoir une boucle par en haut, ce qui lui donne quelque ressemblance avec le waw و.
Le divanî se décline en deux types :
1. Le reqāʿ dīvānīî, constitué de lignes droites, sauf pour les parties inférieures des lettres
2. Le jalī dīvānī, très dense (la plupart des points présents dans l'exemple ci-contre ont une fonction purement décorative), souvent utilisé comme calligraphie ornementale.

## Emploi
Le diwanî est d'une élégance et d'une harmonie remarquables, d'une grande valeur artistique ; et les exemples de petite taille sont plus prisés que les calligrammes de grande taille. Il reste utilisé pour les correspondances de rois, princes ou présidents, et dans des cartes de vœux ou d'invitation.
Le Dywany-Nasky (ديواني نسخيسى) dérive du Dywany et du Nèsky ; il tient à la fois de ces deux caractères. Il est moins gras et moins embrouillé que le Dywany , et plus gras et moins simple que le Nèsky. Cette écriture est spécialement consacrée aux poèmes, aux chronogrames, aux pièces fugitives, etc.